# Юмаяха
Юмаяха (устар. Юма-Ега) — река в России, протекает по Ханты-Мансийскому АО. Устье реки находится в 202 км по левому берегу реки Лямин. Длина реки составляет 148 км, площадь водосборного бассейна 1210 км². Высота истока — 84,4 м над уровнем моря.
- В 13 км от устья, по правому берегу реки впадает река Ютъяха.
- В 42 км от устья, по правому берегу реки впадает река Ниматума.

## Данные водного реестра
По данным государственного водного реестра России относится к Верхнеобскому бассейновому округу, водохозяйственный участок реки — Обь от города Нефтеюганск до впадения реки Иртыш, речной подбассейн реки — Обь ниже Ваха до впадения Иртыша. Речной бассейн реки — (Верхняя) Обь до впадения Иртыша.
Код объекта в государственном водном реестре — 13011100212115200046751.